# Miss Celie’s Blues (Sister)
Miss Celie’s Blues (Sister) ist ein Song aus dem Spielberg-Film Die Farbe Lila (1985), dessen Melodie von Quincy Jones und Rod Temperton komponiert wurde; Lionel Richie unterstützte die beiden beim Schreiben des Textes. Das Lied wurde 1986 für einen Oscar als bester Filmsong nominiert (den aber Say You, Say Me erhielt).

## Hintergrund
Der Song ist in der Liedform eines traditionellen Blues verfasst und wird (laut Vortragsbezeichnung) „langsam, bluesig und im bodenständigen Stil“ vorgetragen. Im Text erklärt die Sängerin ihrer „Schwester“, dass sie sie in Erinnerung behalte, da sie ja von der gleichen Art sei. Sie habe gute Nachrichten, da sie nun endlich „jemand“ sei, nachdem sie lange einsam auf der Straße zugebracht habe. Sie hoffe, dass auch ihre Schwester „jemand“ sei. Mit diesem Text wird die ursprüngliche Botschaft des verfilmten Buches abgeändert, wo Celie ein Lied ohne Worte singt, das daran erinnert, dass sie wieder ein Mann schlecht behandelt.
Im Film wird Miss Celie’s Blues (Sister) benutzt, um die sexuelle Beziehung zwischen Shug und Cellie anzudeuten. Der Song wird von Shug gesungen, die von Margaret Avery dargestellt wird. Averys Gesang wurde von Táta Vega synchronisiert, da Spielberg wollte, dass sich Avery auf die Schauspielerei konzentrierte. Die Mundharmonika zu Beginn spielte Sonny Terry.

## Rezeption
Alice Walker, die Autorin des Romans, mochte das Lied sofort, wie auch alle Menschen am Dreh: Das gesummte Intro hatte für sie sehr viel mit Frauenerfahrungen zu tun und das Potenzial, eine Art Nationalhymne der Frauen zu werden. Tatsächlich funktionierte der Song in einzelnen Konzerten als „Hymne des Gemeinschaftsgefühls afroamerikanischer Lesben“.
Coverversionen des Songs wurden von Ute Lemper (1987), von Elba Ramalho (1989), von Nikka Costa (1996),  von Carol O’Shaughnessy (1997), von Jeff Bradshaw (2003), von L’art de passage (2004), von Vanessa Petruo (2005) und von Eden Atwood (2010) veröffentlicht. Im Bereich des Jazz liegen 33 Interpretationen von Miss Celie’s Blues (Sister) vor, so von der Tin Roof Jazz Band, Pat Thompson, Kirsten Gustafson, Molly Johnson, Debbie Duncan, Lyambiko und Chaka Khan.